# Thorco Cloud
El MV Thorco Cloud fue un buque de carga general propiedad de Thorco Projects que se hundió en el estrecho de Singapur en diciembre de 2015 después de una colisión con el buque cisterna químico MV Stolt Commitment. La colisión resultó en seis víctimas de una tripulación total de 12 miembros. La colisión provocó que el barco se dividiera en dos partes, que se hundieron aproximadamente a 1,85 kilómetros (1,15 millas) de distancia a una profundidad de 70 metros (230 pies) en el esquema de separación de tráfico del estrecho de Singapur, una de las rutas marítimas más transitadas del mundo. El naufragio fue reflotado en 2019 y desguazado.

## Hundimiento

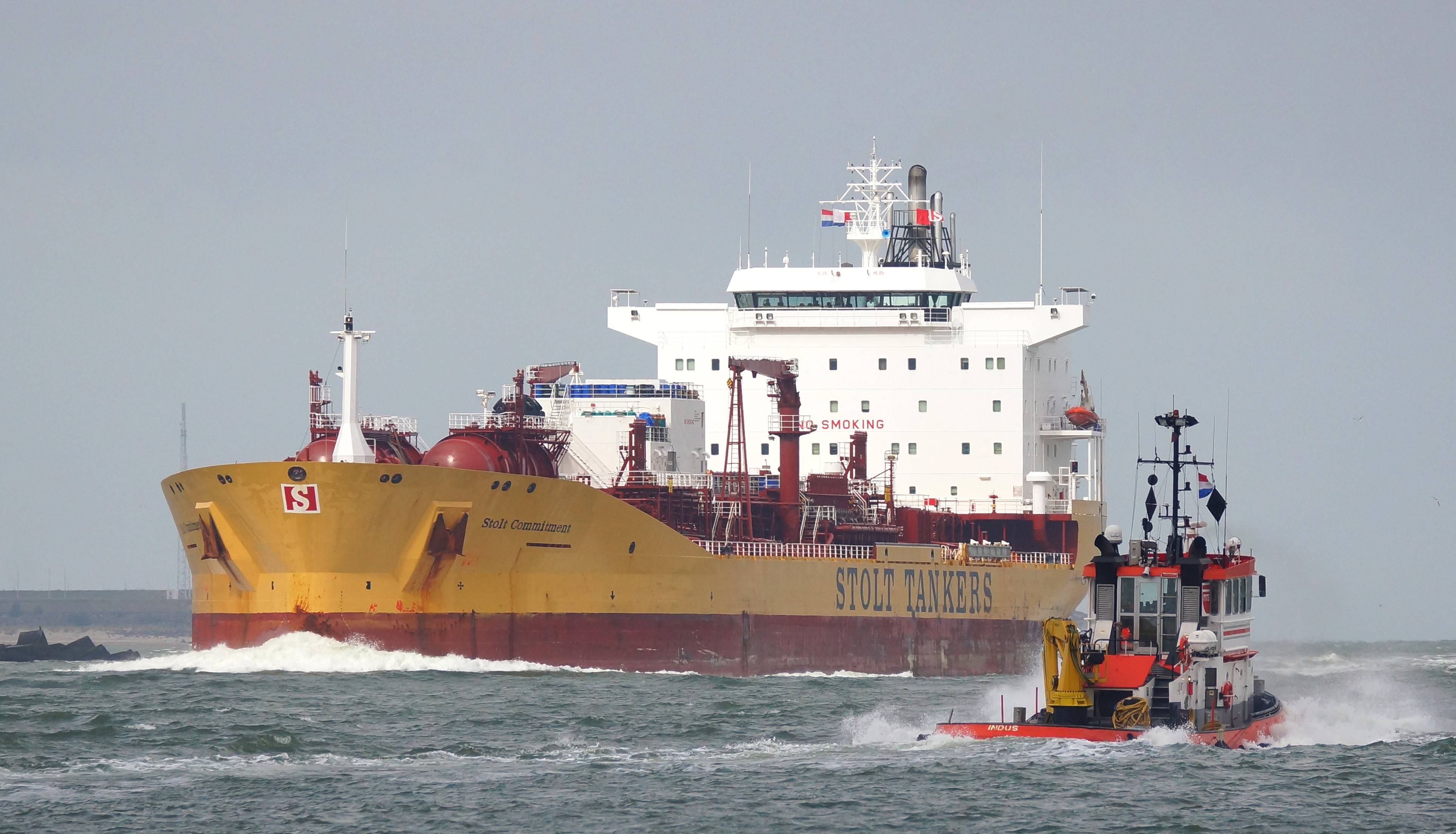
El Stolt Commitment en 2014.

El 16 de diciembre de 2015, el barco partió del puerto de Batu Ampar, Indonesia, con una tripulación de 12 personas con destino a Durban, Sudáfrica, y cargado con un cargamento de rieles de ferrocarril. Durante el tránsito del Thorco Cloud hacia el dispositivo de separación de tráfico del Estrecho de Singapur, el buque cisterna químico MV Stolt Commitment chocó contra el Thorco Cloud, rompiendo el barco en dos partes y provocando que ambas se hundieran en el estrecho. La sección de proa del Thorco Cloud continuó flotando después de la colisión y se desplazó, mientras que la sección de popa que contenía el puente y la sala de máquinas se hundió casi de inmediato. Seis miembros de la tripulación fueron rescatados del incidente y otros seis miembros de la tripulación fueron declarados desaparecidos y luego encontrados muertos.
El Standard P&I Club encargó a la empresa Guangzhou Salvage la recuperación de los restos del Thorco Cloud, lo que se realizó en 2019.